# Ірена Шевінська
Ірена Кіршенштейн, у шлюбі Шевінська-Кіршенштейн (пол. Irena Szewińska-Kirszenstein, 24 травня 1946 — 29 червня 2018, Варшава) — польська легкоатлетка, триразова олімпійська чемпіонка.

## Біографія
Народилася в Ленінграді в єврейсько-польській родині. Батько походив з Варшави, а мати з Києва. Вони познайомилися в Самарканді, де в той час навчалися, а в 1947 році переїхали до Варшави.
У 1967 році одружилася зі своїм тренером Янушем Шевінським, який теж змагався з бар'єрного бігу на національному рівні, а пізніше працював спортивним фотографом. В шлюбі народила двох синів: Анджея (1970), який грав у волейбол, зокрема за чоловічу збірну Польщі з волейболу, а згодом став сенатором, і Ярослава (1981).
У 1970 році Шевінська закінчила Варшавський університет зі ступенем магістра економіки.
29 червня 2018 року про смерть Ірени Кіршенштейн повідомив чоловік. Вона померла від раку молочної залози у віці 72 років у Варшаві у Військовому інституті медицини на вулиці Сазерова. Була похована як католичка на «Алеї Заслужених» на Повонзькому військовому цвинтарі у Варшаві.
У 2020 році посмертно вшанована Дошкою світової легкоатлетичної спадщини, однією з перших в історії, під час церемонії перед Меморіальним зібранням Шевінської в Бидгощі. У 2021 році аудиторія журналу «Przegląd Sportowy» визнала її польською спортсменкою століття. Протягом своєї кар'єри 4 рази була обрана польською спортивною особистістю року за версією цього ж журналу.

## Виступи на Олімпіадах
| Олімпіада     | Дисципліна              | Місце             |
| ------------- | ----------------------- | ----------------- |
| Токіо 1964    | біг на 200 метрів       | 2                 |
| Токіо 1964    | естафета 4 x 100 метрів | 1                 |
| Токіо 1964    | стрибки у довжину       | 2                 |
| Мехіко 1968   | біг на 100 метрів       | 3                 |
| Мехіко 1968   | біг на 200 метрів       | 1                 |
| Мехіко 1968   | естафета 4 x 100 метрів | 7 h2 r1/2         |
| Мехіко 1968   | стрибки у довжину       | 16 (кваліфікація) |
| Мюнхен 1972   | біг на 100 метрів       | 6 h2 r3/4         |
| Мюнхен 1972   | біг на 200 метрів       | 3                 |
| Монреаль 1976 | біг на 400 метрів       | 1                 |
| Москва 1980   | біг на 400 метрів       | 8 h2 r2/3         |